# Potiicoara brasiliensis
Potiicoara brasiliensis is een kreeftachtigensoort uit de familie van de Spelaeogriphidae. De wetenschappelijke naam van de soort is voor het eerst geldig gepubliceerd in 1987 door Pires.